# Julian Smith
Pour les articles homonymes, voir Smith et Julian Smith (homonymie).
Julian Smith (11 septembre 1885 - 5 novembre 1975) fut un général américain de l'USMC durant la Seconde Guerre mondiale. Il est né dans le Maryland et reçu un diplôme de l'université du Delaware. Il commanda la 2e division de marine à la bataille de Tarawa. À partir de février 1946 jusqu'à sa retraite, il commanda le camp de formation de Marine Corps Recruit Depot Parris Island à Parris Island. Il prit sa retraite le 1er décembre 1946. Après sa mort, il fut enterré dans le cimetière national d'Arlington.

## Distinctions
- Presidential Unit Citation Ribbon
- Bronze Star (5)
- Expeditionary Medal
- Mexican Service Medal (1914);
- Haitian Campaign Medal (1915);
- Dominican Campaign Medal (Santo Domingo, 1916);
- Victory Medal (1917-18);
- Second Nicaraguan Campaign Medal (1930-33);
- American Defense Service Medal
- Asiatic-Pacific Campaign Medal
- American Campaign Medal
- World War II Victory Medal
- Nicaraguan Medal of Distinction with Diploma (Nicaragua, 1930-33)
- Dominican Order of Military Merit, First Class with White Insignia (Santo Domingo, 1916)
- British Distinguished Service Order